# Graveland
Graveland is een Poolse blackmetalband opgericht in 1992 door Rob Darken (Rober Fudali).

## Biografie
Aanvankelijk was Graveland het soloproject van Darken en al snel rekruuteerde hij Grzegorz "Karcharoth" Jurgielewicz als bassist en Maciej "Capricornus" Dabrowski als drummer. Darken raakte geïnspireerd door de toenmalige Noorse blackmetalscene. Waren de keyboards in eerdere werken nog vrij subtiel aanwezig, vanaf Thousand Swords geeft Darken keyboards en folkelementen een prominente rol in zijn muziek. Gravelands latere werken worden dan ook vaak als paganmetal of vikingmetal beschreven.
Graveland en Darken worden vaak in verband gebracht met nationaalsocialistische black metal vanwege zijn medewerking aan diverse fascistische bands zoals Veles en zijn extreem rechts-conservatieve houding in interviews. Darken heeft zich nooit direct uitgesproken als voorstander van nationaalsocialisme. Voor Darken is Graveland de verwezenlijking van zijn heidense levensovertuiging, zijn aversie tegen de multiculturele samenleving is hiervan een voortvloeisel.
Graveland begon aanvankelijk als een mystisch, heidens project dat beïnvloed werd door de satanische blackmetalscene van Noorwegen. Met de toevoeging van Karcharoth en Capricornus, die beide niks van paganisme wilden weten, nam Graveland een meer satanisch imago aan. Al snel kreeg de politie wind van de extreme ideologie van de band, en in 1995 werd Karcharoth een politie-informant. Na het verraad aan zijn vroegere bandleden moest hij onderduiken, wat het einde van Graveland als band betekende. In 2004 pleegt Karcharoth zelfmoord.
Darken ging zich weer meer op zijn heidense ideologie richten, wat leidde tot meer heidense en folkelementen in de muziek van Graveland. Capricornus verliet in 1999 de band vanwege onenigheden over welke richting de band in moest slaan. Tegenwoordig is Graveland weer het soloproject van Rob Darken.

## Nevenprojecten
De leden van Graveland waren actief in andere projecten. In 1994 namen de drie leden van Graveland de cd Taur-Nu-Fuin op, onder de naam van Infernum (een project van Karcharoth). De muziek is technischer en melodischer dan Graveland. In 1995 begint Capricornus zijn gelijknamige nationaalsocialistische project dat styllistisch meer naar RAC neigt. In 1995 begint Darken zijn keyboard-eenmansproject Lord Wind. En in 1997 begint Capricornus een ander NSBM-project Thor's Hammer. Andere bands van Darken zijn: Darken, Legion, Wolfkhan, en sinds 1997 is Darken sessiemuzikant in de NSBM-band Veles.

## Bezetting

### Huidige bezetting
- Rob "Darken" Fudali - alles

### Voormalige bandleden
- Grzegorz "Karcharoth" Jurgielewicz - bassist van 1992-1995
- Maciej "Capricornus" Dabrowski - drummer van 1992-1999

## Discografie

### Studioalbums
- 1994 Carpathian Wolves
- 1995 Thousand Swords
- 1996 In the Glare of Burning Churches
- 1997 Following the Voice of Blood
- 1998 Immortal Pride
- 1999 Epilogue/In the Glare of Burning Churches (compilatie-cd van twee demo's)
- 2000 Raiders of Revenge (splitalbum met Honor)
- 2000 Creed of Iron
- 2002 Memory and Destiny
- 2003 The Fire of Awakening
- 2004 Dawn of Iron Blades
- 2005 Fire Chariot of Destruction
- 2007 Will Stronger Than Death
- 2009 Spears of Heaven
- 2013 Thunderbolts of the Gods
- 2014 Ogień przebudzenia
- 2016 1050 Years of Pagan Cult
- 2018 Dawn of Iron Blades
- 2021 Hour of Ragnarok

### Ep's
- 1994 The Celtic Winter (met twee extra nummers)
- 1999 Impaler's Wolves
- 2000 Raise Your Sword!
- 2002 Blood of Heroes

### Demo's
- 1992 Necromanteion
- 1992 Drunemeton
- 1993 Epilogue
- 1993 In The Glare of Burning Churches
- 1993 The Celtic Winter
- 1997 Following the Voice of Blood